# 풀장 속의 원숭이들
풀장 속의 원숭이들(Monkey In The Pool)은 한국에서 제작된 노재승 감독의 2005년 영화이다. 조선명 등이 주연으로 출연하였다.

## 출연

### 주연
- 조선명
- 이미은
- 정우준

## 제작진
- 조명: 이명호
- 녹음: 김호원
- 믹싱: 김태연